# Stati europei per popolazione
Questa è una lista di stati dell'Europa in base alla popolazione. È ricavata dalla lista di Stati per popolazione globale, a sua volta derivante da Stime ONU. 
| Pos. | Stato | Popolazione Stima ONU | Popolazione Altra fonte | Data                                                                | Fonte                                                                        |
| ---- | --- | --------------------- | ----------------------- | ------------------------------------------------------------------- | ---------------------------------------------------------------------------- |
| -    | Unione europea | —                     | 446 800 000             | 01/01/2022                                                          | Stima Eurostat                                                               |
| 1    | Russia | 145 996 764           | 146 877 088 90 470 563  | 01/01/2018                                                          | Russia PopClock Uff.                                                         |
| 2    | Turchia | 84 422 510            | 83 154 997 10 840 476   | 04/02/2022                                                          | Stima TURKSTAT                                                               |
| 3    | Germania | 83 000 000            | 83 517 555              | 01/07/2023                                                          | Stima DESTATIS                                                               |
| 4    | Regno Unito (totale) • Regno Unito: 63 136 265 • Jersey: 105 500 • Isola di Man: 83 314 • Guernsey: 62 063 • Bermuda: 65 341 • Isole Cayman: 58 435 • Gibilterra: 33 573 • Turks e Caicos: 33 098 • Isole Vergini Britanniche: 28 341 • Anguilla: 14 300 • Montserrat: 5 091 • Sant'Elena, Ascensione e Tristan da Cunha: 4129 • Isole Falkland: 3 044 • Isole Pitcairn: 56                                     | 67 881 733            | 66 435 550              | 30/09/2018                                                          | Stima ONS UK madrep. (63 705 000)+ dip. (489 000)                            |
| 5    | Francia (totale) • Francia: 64 291 280 • Dipartimenti d'oltremare: 2 177 674 •• La Riunione: 875 375 •• Guadalupa: 427 238 •• Martinica: 403 682 •• Guyana francese: 249 227 •• Mayotte: 222 152 • Collettività d'oltremare: 591 204 •• Polinesia francese: 276 831 •• Nuova Caledonia: 256 496 •• Saint-Martin: 31 264 •• Wallis e Futuna: 13 272 •• Saint-Barthélemy: 7 298 •• Saint-Pierre e Miquelon: 6 043 | 65 255 278            | 67 076 000              | 01/03/2020                                                          | Stima INSEE FR metrop.+ DOM (65 744 000)+ COM (591 000)                      |
| 6    | Italia | 59 000 000            | 58 972 268              | 29/02/2024                                                          | Dato provvisorio ISTAT                                                       |
| 7    | Spagna | 46 776 338            | 48 692 804              | 01/04/2024                                                          | Stima INE                                                                    |
| 8    | Ucraina | 43 767 604            | 41 660 982              | 01/04/2020                                                          | Stima Uff.Stat.Ucraina                                                       |
| 9    | Polonia | 37 857 352            | 38 433 600              | 31/12/2017                                                          | Stima Uff.Stat. Polonia                                                      |
| 10   | Romania | 19 238 034            | 19 523 621              | 01/01/2018                                                          | Stima Uff.Stat. Romania                                                      |
|      | |                       |                         |                                                                     |                                                                              |
| 11   | Regno dei Paesi Bassi (totale) • Paesi Bassi: 16 759 229 • Curaçao: 158 760 • Aruba: 102 911 • Sint Maarten: 45 233 • Isole BES: 19 130 \| align="right" \| 17 131 014 | 17 417 600            | 03/01/2020              | Paesi Bassi PopClock Uff. P.B. madrep. (16 811 840)+ dip. (326 000) |                                                                              |
| 12   | Belgio | 11 591 006            | 11 449 656              | 01/11/2018                                                          | Stima Uff.Stat. Belgio Archiviato il 28 maggio 2007 in Internet Archive.     |
| 13   | Rep. Ceca | 10 710 432            | 10 627 794              | 30/09/2018                                                          | Stima Uff.Stat. R.Ceca Archiviato l'8 agosto 2007 in Internet Archive.       |
| 14   | Grecia | 10 429 737            | 10 768 193              | 01/01/2017                                                          | Stima Uff.Stat. Grecia                                                       |
| 15   | Portogallo | 10 199 257            | 10 276 617              | 31/12/2018                                                          | Stima INE                                                                    |
| 16   | Azerbaigian | 10 129 784            | 9 981 457               | 18/02/2019                                                          |                                                                              |
| 17   | Svezia | 10 095 005            | 10 319 601              | 31/10/2019                                                          | Stima Uff.Stat. Svezia                                                       |
| 18   | Ungheria | 9 664 187             | 9 771 000               | 01/01/2018                                                          | http://portal.ksh.hu/pls/ksh/docs/hun/xftp/gyor/nep/nep20704.pdf             |
| 19   | Bielorussia | 9 452 226             | 9 477 100               | 01/10/2018                                                          | Stima Uff.Stat. Bielorussia                                                  |
| 20   | Austria | 9 012 835             | 8 857 960               | 01/10/2018                                                          | Stima Uff.Stat. Austria Archiviato il 18 aprile 2008 in Internet Archive.    |
| 21   | Serbia | 8 744 858             | 6 963 764               | 01/01/2019                                                          | Stima Uff.Stat. Serbia                                                       |
| 22   | Svizzera | 8 650 977             | 8 526 932               | 30/09/2018                                                          | Stima Uff.Stat. Svizzera                                                     |
| 23   | Bulgaria | 6 954 100             | 7 000 039               | 31/12/2018                                                          | Stima Uff.Stat. Bulgaria                                                     |
| 24   | Danimarca (totale) • Danimarca: 5 619 096 • Groenlandia: 56 987 • Fær Øer: 51 237 | 5 789 709             | 5 806 015               | 01/10/2018                                                          | Stima Uff.Stat. Danimarca DK madrep. (5.457.415) + dip. (107.022)            |
| 25   | Finlandia | 5 540 792             | 5 522 015               | 30/11/2018                                                          | Finlandia PopClock Uff.                                                      |
| 26   | Slovacchia | 5 460 615             | 5 445 087               | 30/06/2018                                                          | Stima Uff.Stat. Slovacchia Archiviato il 5 giugno 2009 in Internet Archive.  |
| 27   | Norvegia (totale) • Norvegia: 5 040 750 • Svalbard e Jan Mayen: 1 921 | 5 415 930             | 5 323 933               | 01/10/2018                                                          | Norvegia PopClock Uff.                                                       |
| 28   | Irlanda | 4 940 642             | 4 921 500               | 01/04/2019                                                          | Censimento Uff.Stat. Irlanda                                                 |
| 29   | Croazia | 4 106 953             | 4 105 493               | 31/12/2017                                                          |                                                                              |
| 30   | Moldavia | 4 035 466             | 2 681 735               | 01/01/2019                                                          |                                                                              |
| 31   | Georgia | 3 991 214             | 3 729 600               | 01/01/2018                                                          |                                                                              |
| 32   | Bosnia ed Erzegovina | 3 280 503             | 3 511 372               | 30/06/2016                                                          |                                                                              |
| 33   | Armenia | 2 962 695             | 3 046 100               | 07/11/2018                                                          |                                                                              |
| 34   | Albania | 2 879 277             | 2 870 324               | 01/01/2018                                                          | Stima CIA luglio 2009 Archiviato il 24 dicembre 2018 in Internet Archive.    |
| 35   | Macedonia del Nord | 2 083 911             | 2 075 301               | 31/12/2017                                                          |                                                                              |
| 36   | Slovenia | 2 079 390             | 2 070 050               | 01/07/2018                                                          | Slovenia PopClock Uff.                                                       |
| 37   | Lituania | 1 963 870             | 2 791 903               | 01/01/2019                                                          | Stima Uff.Stat. Lituania Archiviato il 13 novembre 2011 in Internet Archive. |
| 38   | Lettonia | 1 887 408             | 1 921 300               | 01/12/2018                                                          | Stima Uff.Stat. Lettonia                                                     |
| 39   | Kosovo | —                     | 1 859 203               | 01/07/2019                                                          |                                                                              |
| 40   | Estonia | 1 328 108             | 1 328 976               | 01/01/2020                                                          |                                                                              |
| 41   | Cipro | 1 188 099             | 864 200                 | 31/12/2017                                                          |                                                                              |
| 42   | Montenegro | 628 147               | 622 359                 | 01/01/2018                                                          |                                                                              |
| 43   | Lussemburgo | 626 251               | 626 108                 | 01/04/2020                                                          | Stima Uff.Stat. Lussemburgo                                                  |
| 44   | Malta | 441 386               | 475 701                 | 31/12/2017                                                          | Stima Uff.Stat. Malta                                                        |
| 45   | Islanda | 341 131               | 355 620                 | 30/09/2018                                                          | Stima Uff.Stat. Islanda                                                      |
| 46   | Andorra | 77 265                | 74 794                  | 31/12/2017                                                          | Stima Uff.Stat. Andorra                                                      |
| 47   | Monaco | 39 220                | 38 300                  | 31/12/2017                                                          |                                                                              |
| 48   | Liechtenstein | 38 117                | 38 201                  | 30/06/2018                                                          | Sito Uff. Liechtenstein                                                      |
| 49   | San Marino | 33 928                | 33 407                  | 30/11/2018                                                          |                                                                              |
| 50   | Città del Vaticano | 797                   | 799                     | 03/07/2019                                                          | Sito Uff. Città del Vaticano                                                 |